# 7a Divisió Panzer
La 7a Divisió Panzer (alemany: 7. Panzer-Division) va ser una formació blindada de l'exèrcit alemany durant la Segona Guerra Mundial. Va participar en la batalla de França, a la invasió de la Unió Soviètica, a l'ocupació de la França de Vichy i al front oriental fins al final de la guerra. La 7a Divisió Panzer també és coneguda pel seu sobrenom, Divisió Fantasma.
La divisió va tenir un gran èxit a França el 1940 i després de nou a la Unió Soviètica el 1941. Al maig de 1942, la divisió va ser retirada de la Unió Soviètica i enviada de tornada a França per reemplaçar les pèrdues i reacondicionar-se. Va tornar al sud de Rússia després de la derrota a Stalingrad, i va ajudar a frenar un col·lapse general del front en una sèrie de batalles defensives com a part del Grup d'Exèrcits Don, i va participar en el contraatac del general Erich von Manstein a Khàrkiv. La divisió va lluitar en l'ofensiva infructuosa a Kursk a l'estiu de 1943, va patir grans pèrdues en homes i equipament i va ser encara més degradat en la posterior contraofensiva soviètica. 
Durant els anys 1944 i 1945, la divisió va estar per sota del seu nivell òptim i es va comprometre contínuament en una sèrie de batalles defensives al front oriental. Va ser evacuat dues vegades per mar, deixant enrere el que quedava del seu equip pesat cada vegada. Després de lluitar a la defensiva a través de Prússia i el nord d'Alemanya, els homes supervivents van escapar al bosc i es van rendir a l'exèrcit britànic al nord-oest de Berlín el maig de 1945.

## Formació

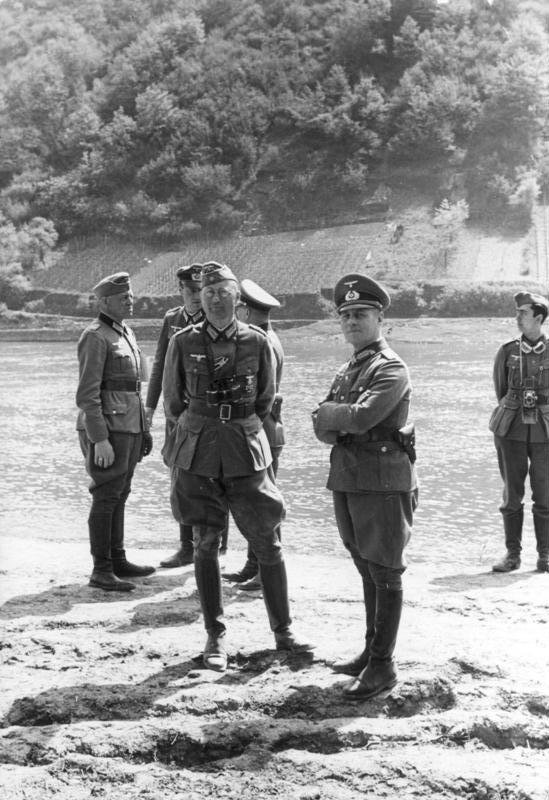
El general Erwin Rommel i l'estat major observen la 7a Divisió Panzer practicant un pas del riu al Mosel, 1940

Després de la finalització de la invasió de Polònia, l'eficàcia limitada de les divisions lleugeres va fer que l'Oberkommando des Heeres (OKH; Alt Comandament alemany) ordenés la reorganització de les quatre divisions lleugeres en divisions panzer completes. L'octubre de 1939, la 2a Divisió Lleugera es va convertir en la 7a Divisió Panzer, una de les deu divisions blindades d'Alemanya. Constava de 218 tancs en tres batallons, amb dos regiments de fusellers, un batalló de motocicletes, un batalló d'enginyers i un batalló antitanc.
El recentment ascendit general Erwin Rommel, que havia servit a l'estat major de Hitler durant la invasió de Polònia, va poder, amb la intervenció de Hitler, obtenir el comandament de la divisió. En prendre el comandament el 10 de febrer de 1940, Rommel ràpidament va posar la seva unitat a practicar les maniobres que necessitarien en la propera campanya.

## Historial operatiu

### Invasió de França i Bèlgica
La invasió va començar el 10 de maig de 1940. Al tercer dia, la 7a Divisió Panzer sota el comandament de Rommel, juntament amb tres divisions Panzer comandades pel general Heinz Guderian, havien arribat al riu Mosa, on es van trobar que els ponts ja havien estat destruïts. Rommel va estar actiu a les zones d'avantguarda, dirigint els esforços per fer una travessia, que inicialment no van tenir èxit a causa del foc supressiu dels francesos a l'altra banda del riu. El 16 de maig, la divisió havia assolit el seu objectiu assignat a Avesnes, on el pla original demanava que s'aturi i esperes noves ordres, però Rommel va continuar.
El 20 de maig, la divisió va arribar a Arràs. El general Hermann Hoth va rebre ordres que la ciutat s'havia de passar per alt i aïllar la seva guarnició britànica. Va ordenar que la 5a Divisió Panzer es traslladés a l'oest i la divisió a l'est, flanquejada per la Divisió SS Totenkopf. L'endemà, els britànics van llançar un contraatac, desplegant dos batallons d'infanteria recolzats pels molt blindats tancs Matilda Mk I i Matilda II en la batalla d'Arràs. El canó anti-tanc alemany de 37 mm va resultar ineficaç contra els Matildas, fortament blindats. El 25è Regiment Panzer i una bateria de canons antiaeris de 88mm van ser cridats per donar suport i els britànics es van retirar.
El 24 de maig, Hitler va emetre una ordre d'aturada. El motiu d'aquesta decisió encara és un tema de debat. Pot ser que hagués sobreestimat la mida de les forces britàniques a la zona, o que hagi volgut reservar la major part dels blindats per a l'assalt de París. L'ordre d'aturada es va aixecar el 26 de maig. La 7è Panzer va continuar el seu avanç, arribant a Lilla el 27 de maig. Per a l'assalt, Hoth va posar la 5a Divisió Panzer sota el comandament de Rommel. El setge de Lille va continuar fins al 31 de maig, quan la guarnició francesa de 40.000 homes es va rendir. L'evacuació del cos expedicionari britànic de Dunkerque va concloure el 4 de juny; més de 338.000 tropes aliades havien estat evacuades a través del Canal, tot i que van haver de deixar enrere tot el seu equipament pesat i vehicles.

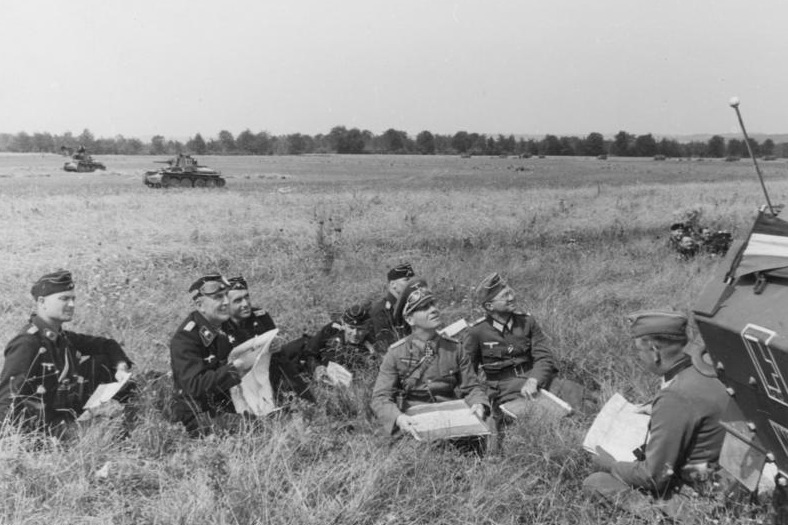
Rommel i l'estat major durant la batalla per França, juny de 1940

La divisió, reprenent el seu avanç el 5 de juny, es va dirigir cap al riu Sena per assegurar els ponts prop de Rouen. Avançant 100 quilòmetres en dos dies, la divisió va arribar a Rouen per trobar els ponts destruïts. Des d'aquí es van traslladar al nord, bloquejant la ruta cap a l'oest cap a Le Havrei les evacuacions de l'operació Cicle i forçant més de 10.000 homes de la 51a Divisió (Highland), el 9è Cos d'exèrcit francès i altres tropes de suport a rendir-se a Saint-Valery-en-Caux el 12 de juny. El 17 de juny, la divisió va rebre l'ordre d'avançar cap a Cherbourg, on estaven en marxa evacuacions britàniques addicionals com a part de l'operació aèria. La divisió va avançar 240 quilòmetres en 24 hores, i després de dos dies de bombardeig, la guarnició francesa es va rendir el 19 de juny. La velocitat i la sorpresa que va ser capaç d'aconseguir constantment, fins al punt que tant l'enemic com l'OKH de vegades van perdre la pista del seu parador, van fer que la divisió va rebre el sobrenom de Gespensterdivision (Divisió Fantasma).
Després de la signatura de l'armistici amb els francesos el 22 de juny, la divisió es va posar en reserva, sent enviada primer al Somme i després a Bordeus per reequipar-se i preparar-se per a Unternehmen Seelöwe (l'operació Lleó Marí), la invasió planificada de Gran Bretanya. Aquesta invasió es va cancel·lar més tard perquè Alemanya no va poder adquirir la superioritat aèria considerada necessària per a un resultat exitós. Al febrer, la divisió es va posar en reserva i va tornar a Alemanya, amb el general Hans von Funck assumint el comandament. La unitat estava estacionada prop de Bonn mentre es feien els preparatius per a una invasió de la Unió Soviètica. Per raons d'engany i seguretat, va romandre a Bonn fins al 8 de juny de 1941, quan la divisió va ser carregada en 64 trens i transportada per ferrocarril fins a la frontera oriental. La divisió es va reunir a Prússia Oriental al sud-est de Lötzen en preparació de l'operació Barbarroja, la invasió de la Unió Soviètica.

### Front oriental

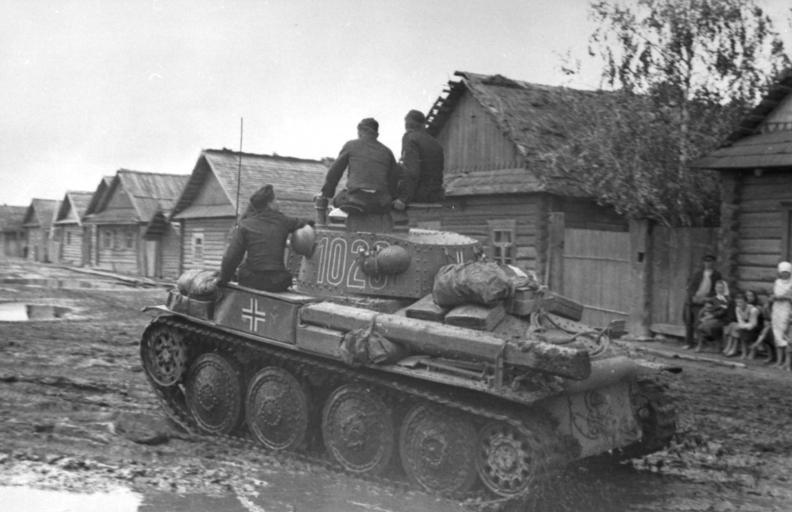
Un Panzer 38t a la Unió Soviètica, juny de 1941

L'operació Barbarroja va començar a les 03:05 del 22 de juny de 1941. La resistència a la frontera va ser més feble del que s'esperava i es va deixar de banda, els tancs de la divisió van córrer cap endavant, cobrint els 60 km per arribar al riu Neman a Olita (Alytus) al migdia La 5a Divisió de Tancs soviètica estacionada a la riba est del riu a Alytus va ser completament presa per sorpresa, i els alemanys van poder capturar dos ponts i establir caps de pont a través del riu. Poc després, els soviètics van iniciar una sèrie de ferotges contraatacs, que van frenar bruscament l'avanç alemany.
La 5a Divisió de Tancs estava ben equipada amb 300 tancs, dels quals 55 eren dels nous tipus T-34 i KV-1. Disparant des de les posicions del casc cap avall als vessants inversos dels vessants, van causar les seves primeres pèrdues de combat a les forces panzer. Reforçat a la tarda pels tancs del 21è regiment de panzers de la 20a Divisió Panzer, von Funck va poder evitar els atacs de sondeig dels tancs de l'Exèrcit Roig i pressionar la riba est, però va decidir retardar un nou avanç fins que els seus subministraments l'aconseguissin.

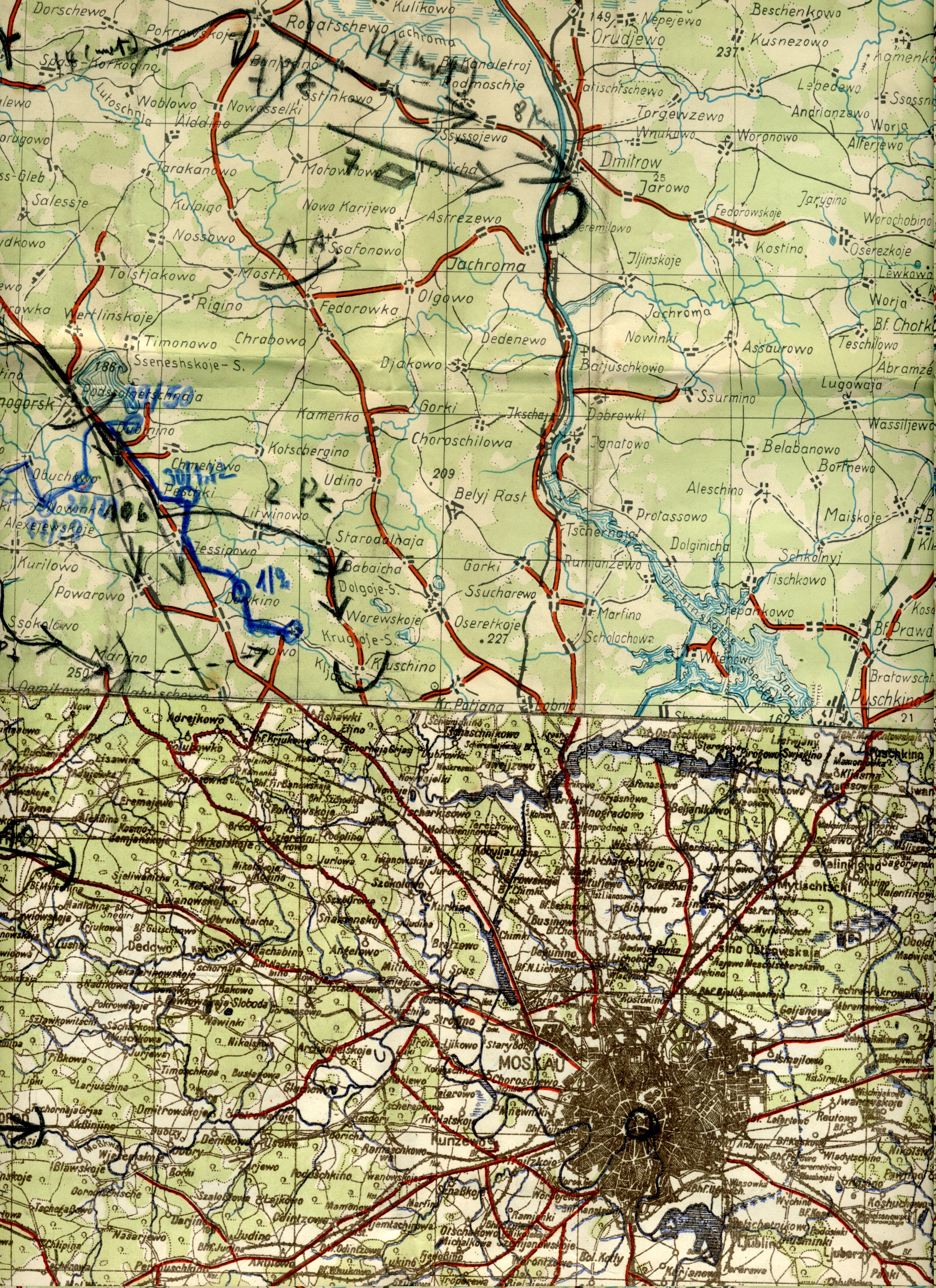
Mapa de campanya utilitzat pel batalló de reconeixement de la divisió durant l'aproximació al nord de Moscou

Després d'haver perdut 80 dels seus tancs en els seus atacs de sondeig contra els caps de pont, la 5a Divisió de Tancs es va retirar durant la nit cap al nord-est. El camí ara clar, la divisió va avançar 100 km més fins als afores de Vílnius. El seu batalló de motocicletes va capturar la ciutat l'endemà. Consolidant la seva posició a Vílnius i als voltants, la divisió va lliurar la responsabilitat de la ciutat a la 20a divisió motoritzada i va reprendre el seu avanç cap a l'est. A diferència de les campanyes anteriors, quan les posicions de l'Exèrcit Roig van ser flanquejades i tallades, els defensors soviètics sovint van continuar lluitant en lloc de rendir-se, tot i que la seva situació era desesperada. La tossuderia dels defensors soviètics va costar més temps i baixes, frustrant el comandament alemany. Tot i que va crear bosses de resistència, el comandament soviètic no va poder muntar una defensa lineal, i les comunicacions vitals per carretera i ferrocarril al nord-est de Minsk es van tallar el 26 de juny, només quatre dies després de l'operació Barbarroja. L'endemà, la divisió es va enllaçar amb la 18a Divisió Panzer del Grup Panzer 2, atrapant el gruix dels tres exèrcits soviètics, el 3r, 10è i 13è, en un gran bossa a l'oest de Minsk.
En una cursa de tres dies, la divisió va arribar a la ciutat de Yartsevo, flanquejant les posicions soviètiques al voltant de Smolensk i amenaçant el 20è Exèrcit soviètic amb l'encerclament. Mentrestant, la  29a Divisió Motoritzada havia capturat la ciutat de Smolensk des del sud, però amb elements substancials lligats a Yelnya, el 2n Grup Panzer no tenia la força per enllaçar de nou amb les posicions la 7è Panzer. La bretxa entre els dos grups va romandre oberta, i el comandament soviètic va poder moure les forces en ambdós sentits pel corredor. El 26 de juliol, juntament amb la 20a Divisió Motoritzada, la divisió es va llançar cap al sud 20 quilòmetres més, però encara no va poder tancar del tot l'encerclament. En una setmana més, però, la pressió de tots els bàndols havia espremut la butxaca fora de l'existència i la divisió va ser finalment alleujada per unitats d'infanteria, i fora de línia per a la reparació i el descans.
La divisió va iniciar la campanya amb 400 oficials i 14.000 homes. Al gener de 1942, sis mesos des de l'inici de l'ofensiva, la divisió havia patit 2.055 morts, 5.737 ferits, 313 desapareguts i altres 1.089 malalts amb congelacions i malalties transmeses per polls. El total de baixes va ser de 9.203. A finals de l'hivern, la divisió va ocupar posicions al llarg d'una línia defensiva que recorria Yukhnov-Gzhatsk-Zubtsov. El 15 de març, va participar en la lluita contra una sèrie d'ofensives soviètiques com a part de les batalles de Rjev. El 4 d'abril, la divisió es va traslladar a Vyazma. Al maig de 1942, la divisió tenia una plantilla de 8.589 homes i oficials, la majoria dels quals no havien estat amb la unitat a l'inici de la campanya. Com a resultat, la divisió es va retirar per descansar i reposar al sud de França.

### França
A mitjans de maig, la divisió va ser transportada per ferrocarril al sud de França, on va ser assignada a les tasques de protecció costanera amb el 1. Armee sota el comandament de von Funck. Tot i que la divisió havia d'estar preparada per a l'1 de setembre, el II/Regiment Panzer 25 estava equipat temporalment amb tancs francesos. No obstant això, es va emetre nou equipament, incloent 35 Pz III (J)s, 14 Pz III(N)s i 30 Pz IV (G)s, i els dos regiments de fusellers de la divisió van ser re-designats regiments Panzer-granader.

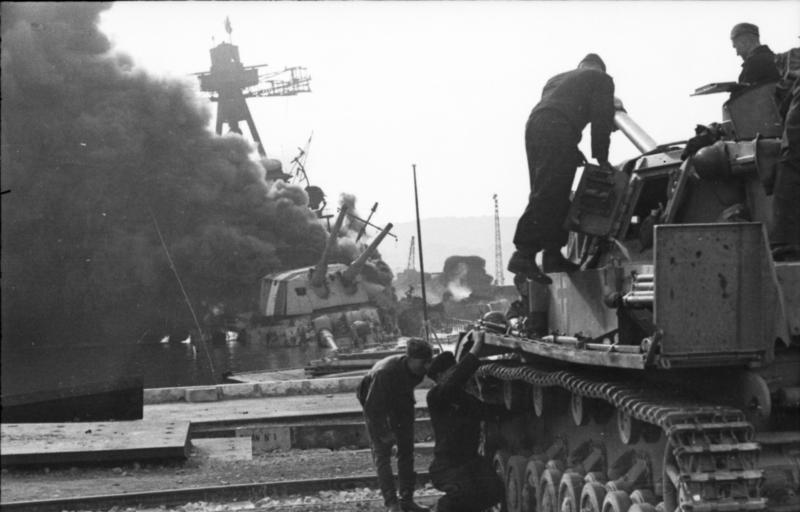
La tripulació d'un Panzer IV observa un vaixell de guerra francès en flames, probablement el creuer Colbert.

Hitler havia estat preocupat per la possibilitat d'una invasió aliada del continent. Després del desembarcament aliat del 8 de novembre a l'Àfrica occidental i del nord, la seva ansietat va augmentar molt. L'11 de novembre, la divisió, en el marc del cas Anton, va ser enviada a l'anterior França de Vichy, per arribar a la costa mediterrània entre Perpinyà i Narbona. Reunida al voltant d'Aix-en-Provence, la divisió preparava per a l'operació Lila, la presa de la flota francesa de Vichy al port naval de Toló, per evitar que caiguin en mans aliades. Per a la missió, la divisió es va augmentar amb unitats d'altres divisions, incloent dos grups blindats i un batalló de motocicletes de la divisió SS Das Reich i un destacament de marines anomenat Gumprich pel seu comandant. El Destacament de Marines Gumprich va rebre la missió d'apoderar-se dels vaixells francesos abans que poguessin navegar o ser enfonsats. Els grups de combat van entrar a Toló a les 04:00 del 27 de novembre de 1942 i van capturar l'arsenal principal i les defenses costaneres. No obstant això, van ser incapaços d'impedir l'enfonsament de la flota francesa a Toló, i l'operació va acabar amb un fracàs.
Després, la divisió es va instal·lar en una regió entre Marsella i Avinyó. Va romandre allí fins al gener de 1943, quan el deteriorament del front alemany al sud de la Unió Soviètica va obligar a tornar al front oriental.

### Front oriental
En transferir-se al Grup d'Exèrcits Sud, la divisió va lluitar per frenar l'esforç soviètic per tallar el 1. PanzerArmee al Caucas. La divisió va frenar l'avanç soviètic a Rostov, mantenint una via d'escapada per al 1r Exèrcit Panzer. Va continuar en accions al llarg de les línies dels rius Don i Donets, i a la Tercera batalla de Khàrkiv. L'estiu de 1943, la divisió va participar en l'ofensiva de Kursk, servint com a part de les formacions blindades del destacament d'exèrcit Kempf mentre intentaven tapar el flanc oriental de la pinça del sud d'Alemanya. La divisió va patir nombroses baixes en aquesta batalla, i al final de la batalla la divisió es va reduir a 15 tancs i tenia una força de combat d'infanteria equivalent a tres batallons.

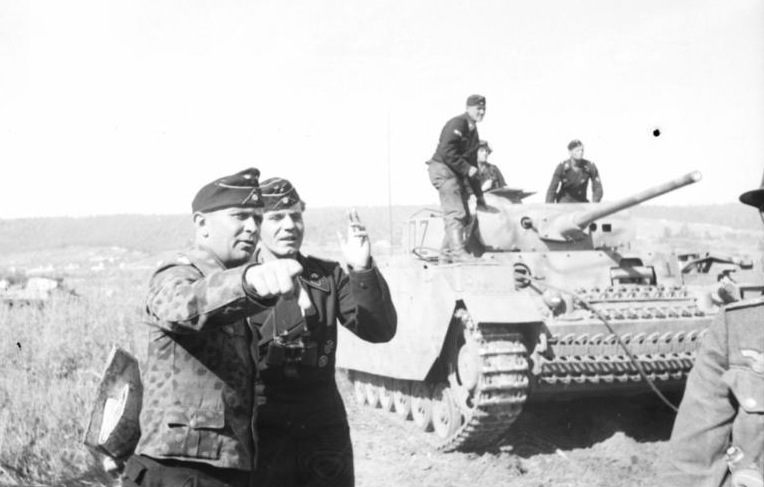
Adelbert Schulz, comandant del 25 Regiment Panzer, la principal força d'atac de la 7a Divisió Panzer, prop d'un Panzer III el juny de 1943

Després del final de l'ofensiva alemanya a Kursk, la divisió va ser transferida al XLVIII Panzerkorps. El 20 d'agost de 1943, el Major General Hasso von Manteuffel va prendre el comandament de la divisió. El Front de l'Estepa soviètic va llançar un atac massiu el 3 d'agost de 1943 encapçalat pel 1r Exèrcit de Tancs i el 5è Exèrcit de Tancs de la Guàrdia.
El front alemany a l'oest de Belgorod va ser traspassat i forçat enrere. La divisió, adscrita al 4. PanzerArmee, va cedir a poc a poc lluitant contra el 40è Exèrcit soviètic. La divisió va ser rellevada al front, cosa que li va permetre formar un grup de xoc amb la divisió Großdeutschland, que conduiria cap al flanc soviètic i s'uniria amb els reforços que arribaven a la regió de Kharkov, i frenaria l'avanç soviètic. El contracop va ser liderat per la Großdeutschland, amb la divisió, operant amb els seus 23 tancs operatius restants, cobrint el flanc esquerre. A la nit, els atacants havien avançat 24 quilòmetres cap al flanc de l'Exèrcit Roig i aïllaven els elements avançats de l'ofensiva soviètica. L'èxit va ser de curta durada, però, ja que més reforços soviètics que avançaven darrere dels elements capdavanters es van enfrontar al contraatac alemany i van reduir l'eficàcia de combat de les formacions de la Wehrmacht. Amb aquest grup d'exèrcits del Sud es va retirar a la línia del Dnieper.
Les pèrdues de personal a l'agost de la divisió van ser fins i tot superiors a les del juliol. El batalló de substitució es va dissoldre ja que es necessitaven tots els líders capaços al front. Les pèrdues en armes d'infanteria pesant i vehicles de motor van reduir el valor de combat de la divisió. Els tancs operatius restants es van fusionar en una única companyia. La malmesa divisió es va retirar a la posició del Dnieper, creuant el riu a Kremenchug.
La divisió va lluitar llavors en la batalla defensiva de Kíev i al contraatac alemany a Jitomir. Durant aquestes batalles, la divisió va ser citada dues vegades per conducta distingida. Després d'això, la divisió va lluitar en una sèrie de fortes batalles defensives durant la llarga retirada a través d'Ucraïna.

### Bossa de Curlàndia
El juliol de 1944, la divisió va ser transferida al nord als Estats Bàltics i la zona nord del Grup d'Exèrcits Centre en resposta a l'ofensiva soviètica del Bàltic. La divisió va participar en combats defensius a Lituània. A finals de l'estiu, el 1r Front Bàltic va intentar arribar al mar Bàltic a través del 3. PanzerArmee. El 21 de setembre, la divisió es va traslladar més de 100 km al nord cap a una zona a l'est de Memel on hi va haver forts combats. Les forces alemanyes es van veure obligades a retrocedir durant l'ofensiva de Memel posterior, a un perímetre defensiu al voltant de la ciutat costanera de Memel. Amb el cap de pont de Memel aïllat, la divisió va ser rellevada per una divisió d'infanteria i va ser carregada en vaixells i transportada per mar fora de la butxaca, deixant el seu equip pesat enrere amb les forces alemanyes encara aguantant. El 7 de novembre de 1944, la resta de la divisió es va reunir a l'àrea d'entrenament d'Aryes a Prússia Oriental i la divisió es va reorganitzar parcialment. Aquí va formar una reserva per al Centre del 2n Exèrcit del Grup d'Exèrcits.

### Alemanya
El gener de 1945, el 2n Front de Belarús soviètic va llançar un atac massiu i va trencar les defenses del 2n Exèrcit, que es va veure obligat a retrocedir cap al nord i l'oest. El Kampfgruppe de la divisió va lluitar una acció de rereguarda pel nord de Polònia a Elbląg i a l'est de Grudziądz. La divisió va creuar el Vístula i després va continuar en batalles defensives per i al voltant de Chojnice. A mitjans de febrer de 1945, la divisió va recular fins al nord de Pomerània. El març de 1945, la divisió estava lluitant contra una acció dilatadora a Gdynia, al nord i a l'oest de Danzig. El 19 d'abril de 1945, els supervivents van ser de nou embarcats, evacuant de la península de Hel. Només una petita resta de la divisió va tornar de la península de Hel. Aquest romanent es va reunir a l'illa d'Usedom, al mar Bàltic, a l'oest de Pomerània i es va retirar cap a l'oest a través de Prússia fins que finalment es va rendir a l'exèrcit britànic a Schwerin al nord i a l'oest de Berlín el maig de 1945.

## Denúncies de crims de guerra
L'historiador Raffael Scheck diu: "Tot i que no hi ha proves que incriminin el mateix Rommel, la seva unitat va lluitar en zones on les massacres alemanyes de presoners de guerra negres francesos eren extremadament freqüents el juny de 1940."
Segons alguns autors, durant els combats a França, la divisió, al costat de les tropes de la 5a Divisió Panzer, va cometre nombroses atrocitats contra les tropes franceses, inclòs l'assassinat de 50 oficials i homes rendits a Quesnoy i a la veïna Airaines Després de la guerra es va erigir un memorial al comandant francès Charles N'Tchoréré, que suposadament va ser executat per soldats sota el comandament de Rommel. Raffael Scheck considera que la divisió va ser "probablement" responsable de l'execució de presoners de guerra a Hangest-sur-Somme, mentre que Scheck creu que estaven massa lluny per haver estat involucrats en les massacres a Airaines i pobles propers. L'historiador francès Dominique Lormier afirma que el nombre de víctimes de la divisió a Airaines és de 109, majoritàriament soldats franco-africans del Senegal. L'historiador Daniel Butler està d'acord que era possible que la massacre de Le Quesnoy es produís donada l'existència de nazis com Karl Hanke a la divisió, mentre afirma que, en comparació amb altres unitats alemanyes, poques fonts sobre aquestes accions dels homes de la divisió. existeixen (Butler creu que "és gairebé impossible imaginar" Rommel autoritzant o acceptant aquestes accions, en qualsevol dels dos casos). Showalter afirma que no hi va haver massacre a Le Quesnoy. Claus Telp comenta que Airaines no estava al sector de la divisió, tanmateix, a Hangest i Martainville, elements de la divisió podrien haver disparat alguns presoners i utilitzar el coronel britànic Broomhall com a escut humà. Telp opina que és poc probable que Rommel aprovés o fins i tot conegués aquests dos incidents.

## Comandants

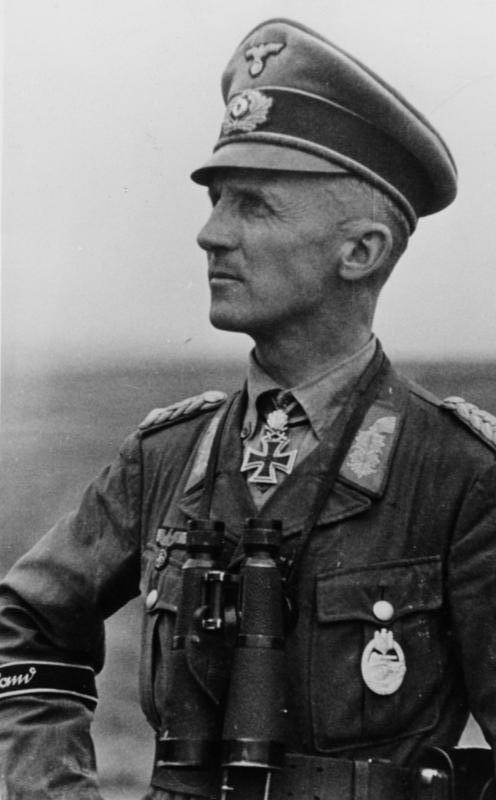
Hasso von Manteuffel, comandant de la divisió el 1943.

- Generalmajor Georg Stumme (18 d'octubre de 1939 – 5 de febrer de 1940)
- Generalmajor Erwin Rommel (5 de febrer de 1940 – 14 de febrer de 1941)
- Generalmajor Hans Freiherr von Funck (15 de febrer de 1941 – 17 d'agost de 1943)
- Oberst Wolfgang Gläsemer (17 d'agost de 1943 – 20 d'agost de 1943)
- Generalmajor Hasso von Manteuffel (20 d'agost de 1943 – 1 de gener de 1944)
- Generalmajor Adelbert Schulz (1 de gener de 1944 – 28 de gener de 1944)
- Oberst Wolfgang Gläsemer (28 de gener de 1944 – 30 de gener de 1944)
- Generalmajor Dr. Karl Mauss (30 de gener de 1944 – 2 de maig de 1944)
- Generalmajor Gerhard Schmidhuber (2 de maig de 1944 – 9 de setembre de 1944)
- Generalmajor Dr. Karl Mauss (9 de setembre de 1944 – 31 d'octubre de 1944)
- Generalmajor Hellmuth Mäder (31 d'octubre de 1944 – 30 de novembre de 1944)
- Generalmajor Dr. Karl Mauss (30 de novembre de 1944 – 5 de gener de 1945)
- Generalmajor Max Lemke (5 de gener de 1945 – 23 de gener de 1945)
- Generalmajor Dr. Karl Mauss (23 de gener de 1945 – 25 de març de 1945)
- Oberst Hans Christern (26 de març de 1945 – 8 de maig de 1945)

## Orde de batalla

### Maig de 1940
L'estructura organitzativa de la 7a Divisió Panzer, en preparació per a la batalla de França, era com segueix:
- 25è regiment panzer (sota el comandament de l'oberst Karl Rothenburg) / alemany: Panzerregiment 25 (PzRgt 25)
  - I batalló panzer (Schmidt) / I. Panzerabteilung (I. PzAbgt)
  - II batalló panzer (Ilgen) / II. PzAbgt
  - III (66è)batalló panzer (major Rudolf Sieckenius) / III. PzAbt (PzAbt 66)
- 7è brigada de fusellers (oberst Fürst) / 7. Schützenbrigade (7. SchtzBrig)
  - 6è regiment de fusellers (Oberst Erich von Unger) / Schützenregiment 6 (SchtzRgt 6)
  - 7è regiment de fusellers (Oberst Georg von Bismarck) / SchtzRgt 7
  - 705è Companyia d'artilleria pesant, 15 cm / schwere Infanterie-Geschütz-Kompanie (s InfGeschKomp 705)
- 78è regiment d'artilleria, 10.5 cm (Oberst Frölich) / Artillerieregiment 78 (ArtRgt 78)
  - I batalló (Kessler) / I. Abteilung (I. Abgt)
  - II batalló (Crasemann) / II. Abgt
  - III batalló from June 6, 1940 (von Kronhelm) / III. Abgt
- 7è batalló de motocicletes (major Friedrich-Carl von Steinkeller) / Kraftradschützenbataillon 7 (KradSchtzBat 7)
- 37è batalló panzer de reconeixement (major Erdmann, KIA 28 de maig de) / Panzeraufklärungsabteilung 37 (PzAufklAbt 37)
- 42n batalló antitanc (oberstleutnant Johann Mickl / Panzerjägerabteilung 42 (PzJgAbt 42)
- 58è batalló d'enginyers de combat, motorized (major Binkau, KIA 13 de maig de) / Pionierbataillon 58 (PiBtl 58)
- 58è batalló de subministraments (t.b.d.) / Nachschubbataillon 58
- 83è batalló de comunicacions (Müller) / Nachrichtenabteilung 83 (NachrichtenAbt 83)
- 59è batalló d'artilleria antiaèria lleugera (major Schrader) / leichte Flakabteilung 59 (le FlakAbt 59)

unitats subordinades de reforç:
- 86è batalló antiaeri / FlakAbt 86
- 1a bateria, 23è batalló antiaeri / 1. Batterie, FlakAbt 23
- 1r destacament, grup de reconeixement (Heer) 11 / 1. Staffel, Aufklärungsgruppe (Heer) 11

Equipament
L'artilleria divisional constava en aquest moment de 24 obusos de camp lleugers remolcats de 105 mm LeFH. El batalló antitanc de la divisió i les patrulles antitanc d'infanteria remolcaven un PaK 36 de 3,7 cm. La infanteria viatjava en camió o en moto. Tant el Regiment Panzer 25 com el Batalló Panzer 66 havien entrat en acció a Polònia només amb tancs lleugers Pz I i Pz II. En assignació a la 7a Divisió Panzer, aquestes unitats havien d'adoptar el tanc txecoslovac LT vz. 38 com a tanc de batalla principal a les seves companyies lleugeres, juntament amb el Pz IV a les companyies mitjanes. Tanmateix, aquest procés no es va completar a l'inici de la batalla amb França i la divisió va entrar en acció el maig de 1940 amb 225 tancs (34 Pz I, 68 Pz II, 91 Pz 38(t), 24 Pz IV i vuit variants de comandament).

### Juliol de 1941

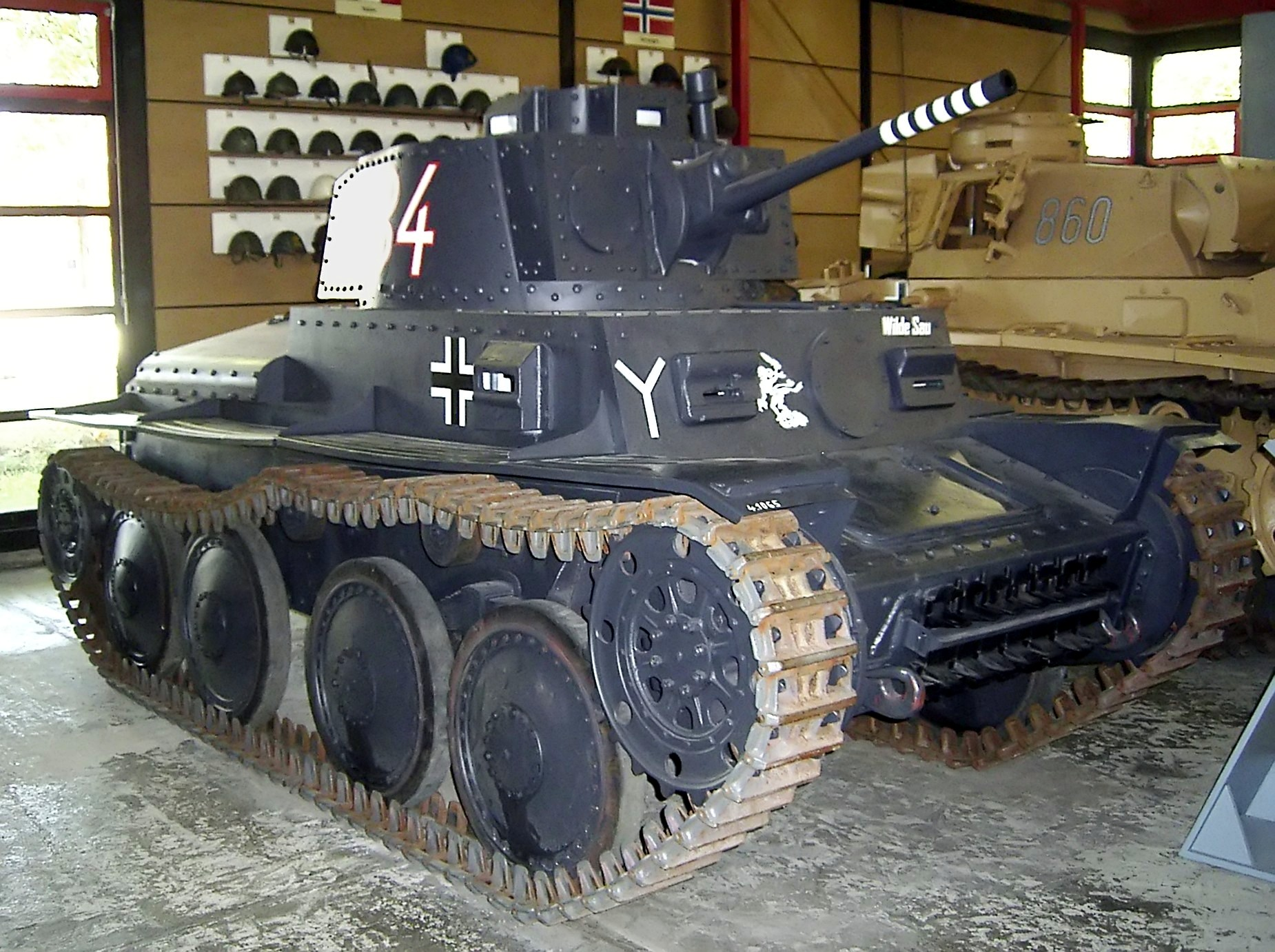
Panzer 38(t) utilitzat per la 7a divisió Panzer. Aquests tancs lleugers de construcció txeca van ser el principal vehicle de combat del regiment panzer de la divisió des de 1940 fins a 1941.
.

- 25 regiment panzer (I, II & III batallons)
- 7a brigada d'infanteria 
  - 6 regiment motoritzat de fusellers (I & II batallons)
  - 7 regiment motoritzat de fusellers (I & II batallons)
  - 7 batalló de motocicletes
- 37 batalló de reconeixement
- 78 regiment motoritzat d'artilleria (I, II & III batallons)
- 58 batalló motoritzat d'enginyers de combat
- 42 batalló antitanc
- 58 batalló de reemplaçament de camp
- Serveis divisionals

El 25è Regiment Panzer havia absorbit el 66è Batalló Panzer, que havia estat la força panzer de la 2a Divisió Lleugera original. El 1941, aquesta unitat s'havia convertit en el 3r Batalló del 25è Regiment Panzer. A la vigília de l'Operació Barbarroja, la força dels tancs de la divisió havia augmentat a 53 Pz II, 167 Pz 38(t), 30 Pz IV i 15 Char B francesos, per a un total de 265 tancs. El regiment d'artilleria havia afegit un 3r batalló de canons pesats, amb dues bateries de 150 mm sFH, i una bateria de canons de 100 mm.
Cada batalló panzer constava de quatre companyies en comptes de tres, i una tercera companyia s'havia afegit al batalló antitanc. També s'havia afegit un batalló de substitució de camp de tres companyies. La divisió sumava 400 oficials al capdavant de 14.000 homes a l'inici de Barbarroja.

### Juny de 1943
El maig de 1942, la divisió es va retirar de la Unió Soviètica i es va reconstruir i reorganitzar a França. El Regiment Panzer estava format ara per dos batallons equipats amb tancs alemanys. Els regiments d'infanteria van passar a anomenar-se "panzer grenadiers", amb el II / Panzer Grenadier Regiment 6 equipat amb mitges orugues blindades. El batalló de motocicletes es va fusionar amb el batalló de reconeixement i contenia una companyia de cotxes blindats, una companyia de mitja pista, dues companyies de motocicletes i una companyia pesant.
Al seu retorn a Rússia el desembre de 1942, el Regiment Panzer estava ara equipat amb 21 Pz II, 91 Pz III (50 mm de llarg), 14 Pz III (75 mm), 2 Pz IV (75 mm), 18 Pz IV (75 mm de llarg), 9 Befehl (comandament), un total de 155 tancs.
- 25 regiment panzer
- 6 Regiment Panzer Grenadier
- 7 Regiment Panzer Grenadier
- 7 batalló de reconeixement

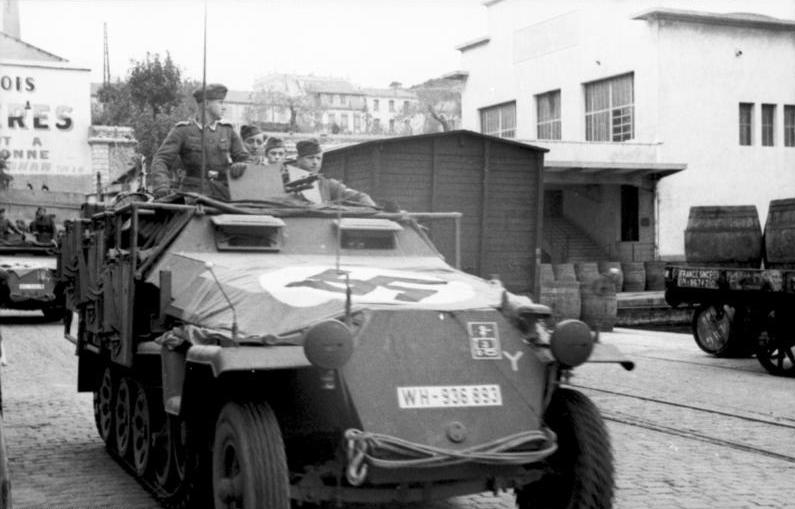
Un Sd.Kfz. 251 del 7è Panzer al sud de França, novembre de 1942

- 78 regiment motoritzat d'artilleria
- 58 batalló cuirassat d'enginyers de combat
- 42 batalló antitanc
- 296 batalló antiaeri (tropes de l'exèrcit adjunt)
- 58 Batalló de substitució de camp
- Serveis divisionals